# Marceli Kończyński
Marceli Jerzy Kończyński vel Kon (ur. 16 maja 1895 w Warszawie) – kapitan żandarmerii Wojska Polskiego, działacz niepodległościowy.

## Życiorys
Urodził się 16 maja 1895 w Warszawie jako syn Szymona i Cesi z Tuchendlerów. Uczył się w III rosyjskim gimnazjum, a następnie w Gimnazjum Wojciecha Górskiego w Warszawie, gdzie zdał maturę. Później rozpoczął studia na Wydziale Prawa i Nauk Politycznych Uniwersytetu Warszawskiego. Po ukończeniu czterech semestrów przerwał studia.
W październiku 1915 wstąpił do Polskiej Organizacji Wojskowej. Od sierpnia 1916 do listopada 1918 był członkiem Żandarmerii POW. Od grudnia 1918 do kwietnia 1919 służył w Milicji Ludowej. Następnie pełnił służbę w Dowództwie Frontu Litewsko-Białoruskiego, a od 1920 w Dowództwie Okręgu Generalnego Lublin.
W 1921 został przydzielony do Sekcji Osad Żołnierskich Ministerstwa Spraw Wojskowych, a jego oddziałem macierzystym był wówczas 13 pułk piechoty w Pułtusku. 3 maja 1922 został zweryfikowany w stopniu porucznika ze starszeństwem z 1 czerwca 1919 i 2771. lokatą w korpusie oficerów piechoty. Następnie pełnił służbę w 9 dywizjonie żandarmerii w Brześciu. 26 listopada 1923 został po raz drugi przeniesiony do korpusu oficerów piechoty i wcielony do 84 pułku piechoty w Kobryniu. W 1925 został przydzielony do Powiatowej Komendy Uzupełnień Warszawa Miasto I. W lutym 1926 został przydzielony do PKU Grodzisk Mazowiecki na stanowisko kierownika II referatu poborowego. Później został przydzielony do PKU Warszawa Powiat.
31 października 1927 został przeniesiony z korpusu oficerów piechoty do korpusu oficerów żandarmerii (kadra oficerów żandarmerii) z równoczesnym przydziałem do dywizjonu żandarmerii KOP w stopniu porucznika ze starszeństwem z 1 czerwca 1919 i 32,4. lokatą. Początkowo pełnił służbę w dowództwie dywizjonu na stanowisku oficera śledczego, a następnie dowódcy plutonu żandarmerii przy 5 Brygadzie Ochrony Pogranicza w Łachwie. 12 marca 1933 awansował na kapitana ze starszeństwem z 1 stycznia 1933 i 6. lokatą w korpusie oficerów żandarmerii. W grudniu 1934 został przeniesiony z KOP do 10 dywizjonu żandarmerii w Przemyślu i wyznaczony na stanowisko dowódcy plutonu żandarmerii Kielce. Na tym stanowisku pełnił służbę do 1939. W czasie kampanii wrześniowej dowodził plutonem krajowym żandarmerii „Kielce”, zmobilizowanym w I rzucie mobilizacji powszechnej przez pluton żandarmerii Kielce. Następnie został internowany na terytorium Królestwa Węgier, a w grudniu 1944 dostał się do niemieckiej niewoli.
Był żonaty, miał córkę.

## Ordery i odznaczenia
- Krzyż Niepodległości – 9 listopada 1932 „za pracę w dziele odzyskania niepodległości”[18][19]
- Krzyż Walecznych – 8 lipca 1922[20][21]